# Osvaldo Noce
Osvaldo Francisco Noce (Araçatuba, 29 de agosto de 1942) é um biólogo e político brasileiro, que atuou como vereador na cidade de Sorocaba, por três legislaturas.

## Biografia
Durante o regime militar atuou nos movimentos estudantis. Era estudante do curso de Farmácia e Bioquímica da USP e participou do 30º Congresso da UNE (União Nacional dos Estudantes) realizado em outubro de 1968 em um sítio em Ibiúna, interior de São Paulo. Foi preso por quase dois meses no presídio Tiradentes e no Carandiru e sofreu torturas psicológicas. Devido a essas pressões abandonou o curso universitário e passou a atuar na militância clandestinamente.
Em 1973 ingressou na Unesp de Botucatu, formando-se em Ciências Biológicas. Foi para Sorocaba em 1979, para trabalhar no Instituto Adolfo Lutz, como biólogo concursado, onde trabalha até hoje como pesquisador em biologia de microorganismos e parasitas bacterianos. Teve participação no Comitê Brasileiro pela Anistia participou na Comissão Provisória do Partido dos Trabalhadores (PT) da cidade de Sorocaba, onde foi o primeiro presidente. Em 2008, Osvaldo Noce disputou eleições para vereador em Sorocaba, pelo Partido Socialismo e Liberdade (PSOL).
Legislaturas como vereador na Câmara Municipal de Sorocaba:
- 9ª Legistatura - 01.02.1983 - 31.12.1988 Partido dos Trabalhadores
- 10ª Legistatura - 01.01.1989 a 31.12.1992 Partido dos Trabalhadores
- 11ª Legistatura - 01.01.1993 a 31.12.1996 Partido dos Trabalhadores